# النکور، ان
اَلَنکُور (به فرانسوی: Alaincourt) یک کمون در فرانسه است که در پیکاردی واقع شده‌است.

## خصوصیات
اَلَنکور ۵٫۹ کیلومترمربع مساحت و ۵۰۳ نفر جمعیت دارد و ۶۸ متر بالاتر از سطح دریا واقع شده‌است.